# Danny Baggish
Daniel „Danny“ Baggish (* 19. August 1983 in Hagåtña, Guam) ist ein US-amerikanischer Dartspieler guamischer Herkunft.

## Karriere
Danny Baggish machte im internationalen Dartsport das erste Mal bei den Players Championships 2007 und 2008 auf sich aufmerksam, wo er jeweils ein Spiel gewinnen konnte. In den Folgejahren nahm Baggish nur an Turnieren der American Darts Organization (ADO) teil. 2019 gewann er den dritten Qualifier für die US Darts Masters, wo er jedoch in der ersten Runde gegen den Nordiren Daryl Gurney mit 1:6 ausschied. Am gleichen Tag konnte er sich jedoch über die North American Championship für die PDC World Darts Championship 2020 qualifizieren. Bei seinem Weltmeisterschaftsdebüt besiegte er Andy Boulton, schied jedoch in der zweiten Runde gegen Nathan Aspinall mit 1:3-Sätzen aus.
Über die CDC USA Series gelang es ihm, sich für die PDC-Weltmeisterschaft 2021 zu qualifizieren, bei der er in der 3. Runde Glen Durrant mit 2:4 unterlag.
Bei der PDC Qualifying School 2021 erreichte Baggish an seinem dritten Tag auf direktem Wege die Final Stage. Mit einer Finalteilnahme am letzten Tag gelang Baggish knapp der Gewinn der Tour Card.
Nachdem er bei der PDC World Darts Championship 2023 nur in die zweite Runde einziehen konnte, musste Baggish seine Tour Card 2022 wieder abgeben. Er teilte daraufhin mit, erstmal nicht erneut an der Q-School teilnehmen. Dies bestätigte dann auch die finale Teilnehmerliste.

## Weltmeisterschaftsresultate

### PDC
- 2020: 2. Runde (2:3-Niederlage gegen  Nathan Aspinall)
- 2021: 3. Runde (2:4-Niederlage gegen  Glen Durrant)
- 2023: 2. Runde (2:3-Niederlage gegen  Mervyn King)